# Ramon Espadaler
Ramon Espadaler  Parcerisas (Vic, 19 de septiembre de 1963) es un político español, secretario general de Unión Democrática de Cataluña hasta su disolución. Fue consejero de Interior en sustitución de Felip Puig entre 2012 y 2015. Actualmente es diputado en el Parlamento de Cataluña por la provincia de Barcelona y forma parte del Govern de Catalunya en calidad de Conseller de Justícia i Qualitat Democràtica.

## Biografía
Nacido en 1963, es hijo del último alcalde franquista de San Quirico de Besora. Es licenciado en Geografía e Historia por la Universidad de Barcelona y cursó estudios de Ciencias Políticas y Sociología en la Universidad Autónoma de Barcelona. Es autor de diversos artículos en la prensa nacional y local, y ha colaborado en la redacción de La Catalunya Romànica (Fundació Gran Enciclopèdia Catalana), y ha publicado El Castell de Montesquiu a la darreria de l'Edat Mitjana (Ed. l'Avenç), Sant Hipòlit de Voltregà dins la història (EUMO Editorial).

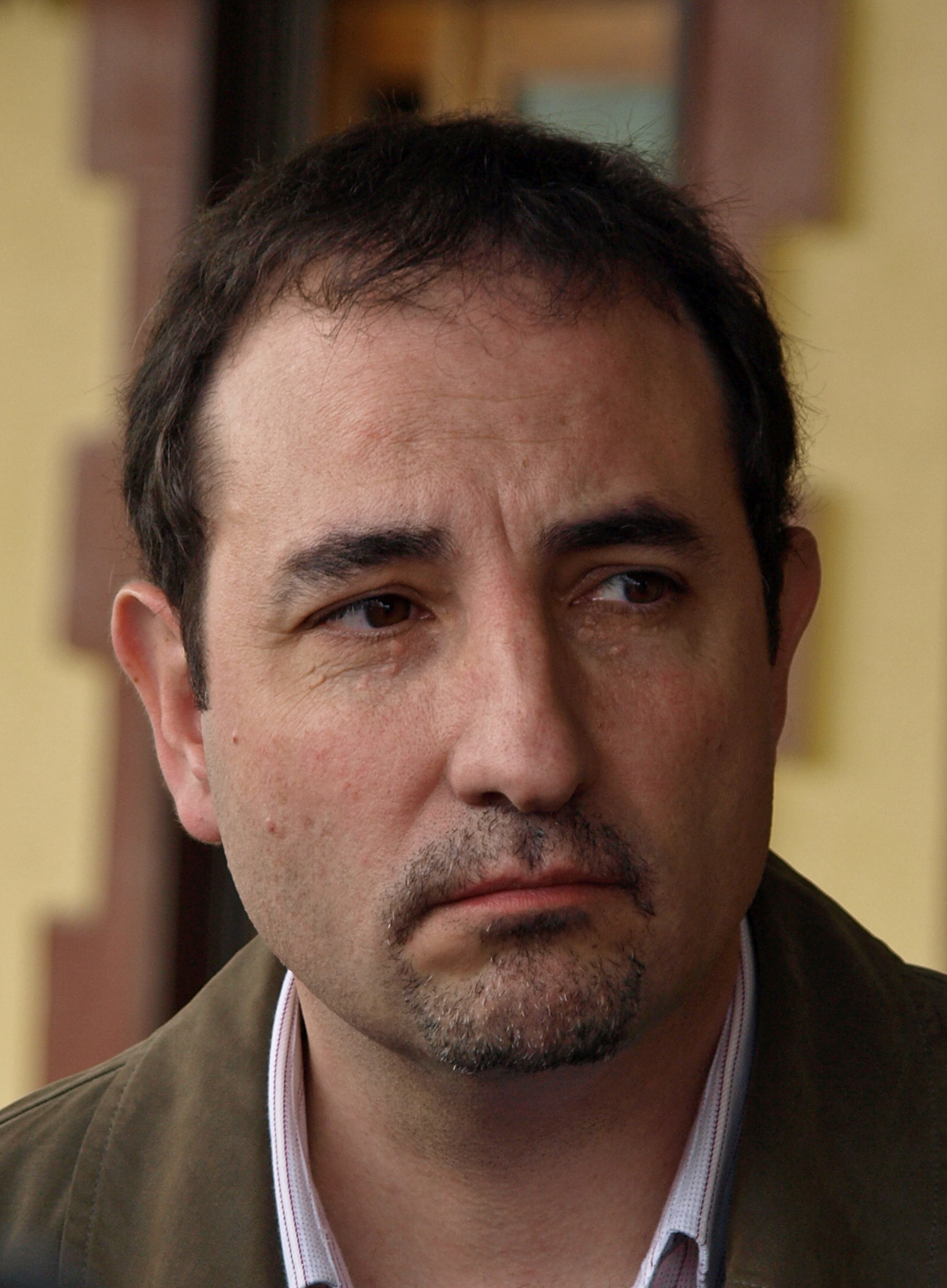
Espadaler en febrero de 2008.

En el ámbito político ha sido concejal del Ayuntamiento de San Quirico de Besora (1991-1999), teniente de alcalde del Ayuntamiento de Vich (1999-2001), así como director general de Administración Local (1999-2000), y consejero de Medio Ambiente de la Generalidad de Cataluña (2001-2003). Fue diputado portavoz de temas medioambientales de CiU en el Parlamento de Cataluña.
De 2003 a 2014 presidió el Consejo Nacional de Unión Democrática de Cataluña (UDC) y desde 2014 fue secretario general de su comité de gobierno. Entre 2012 y 2014 fue consejero de Interior de la Generalidad. Fue secretario general de la federación de CiU desde 2014 hasta 2015, año en que dicha federación se rompió.
Para las elecciones anticipadas del 27 de septiembre fue nombrado cabeza de lista de la candidatura de Unión Democrática de Cataluña que por primera vez en su historia se presentaba en solitario. Todos los sondeos durante la campaña pronosticaron la desaparición de UDC en el Parlamento de Cataluña y la pérdida de los 13 diputados, que finalmente fue confirmado con la obtención de solo un 2,53% de los votos. Al igual que el líder del partido Josep Antoni Duran i Lleida, presentó su dimisión.
El 8 de noviembre de 2017 se anunció la alianza entre Partido de los Socialistas de Cataluña y Units per Avançar, partido heredero de la extinta UDC. Fruto de este acuerdo la lista encabezada por Miquel Iceta para las elecciones al Parlamento de Cataluña de 2017 por la circunscripción de Barcelona le incorporó como número tres. Tras ser elegido diputado, fue nombrado miembro de la dirección del grupo parlamentario 'PSC-Units'. Ramon Espadaler consiguió ser diputado, siendo nombrado conseller de Justícia i Qualitat Democràtica en el gobierno socialista encabezado por Salvador Illa en el marco de la Decimoquinta legislatura del Parlamento de Cataluña.
En la tercera Convención Nacional, en noviembre de 2024, Espadaler fue reelegido secretario general.